# Heinrich Eversberg
Heinrich Eversberg (* 15. September 1910 in Hattingen; † 9. Juni 1996 ebenda) war ein deutscher Kreisheimatpfleger für das Gebiet des Ennepe-Ruhr-Kreises und Studiendirektor am Gymnasium Waldstraße in Hattingen.
Er studierte Deutsch, Englisch, Geografie und Geologie an den Universitäten Marburg, Bonn, Wien und Münster von 1929 bis 1934. Er promovierte 1954 in Münster zum Doktor der Naturwissenschaften. Sein Dissertationsthema war „Die Entstehung der Schwerindustrie um Hattingen 1847–1857“.
Eversberg war unter anderem an Ausgrabungen in der Burg Altendorf beteiligt. Er legte zwischen 1969 und 1989 die Fundamente der von Arnold von Altena und Friedrich von Isenberg bewohnten Isenburg frei. Dabei unterstützten ihn mehr als 500 Schüler. Ferner war er 1955 an der Gründung des Heimatmuseums im Bügeleisenhaus beteiligt, das viele der von seinem Grabungsteam in der Isenburg gemachten Funde ausstellt.

## Schriften
- Niederdeutsche Sprache und Dichtung in Hattingen. Hattinger heimatkundliche Schriften. Band 14. Hattingen: Heimat- und Geschichtsverein.  1966
- Die neue Stadt Hattingen. Kulturgeschichte und Siedlungsgeographie einer Stadt an der Ruhr. 1980
- Das mittelalterliche Hattingen. Kulturgeschichte und Siedlungsgeographie einer Stadt an der Ruhr ; 20.7.1435–20.7.1985 ; 550 Jahre freier Wochenmarkt an jedem Dienstag für die Bürger und Eingesessenen der Stadt und des Kirchspiels Hattnegge. 351 Seiten. Hattingen: Heimat- und Geschichtsverein. 1985
- Graf Friedrich von Isenberg und die Isenburg: 1193–1226; 20 Jahre Forschung, Ausgrabung, Restaurierung, 1969–1989. Hattingen, 1990.